# Svandís Svavarsdóttir
Svandís Svavarsdóttir (ur. 24 sierpnia 1964 w Selfoss) – islandzka polityk i filolog, posłanka do Althingu, w latach 2009–2013 i 2017–2024 minister, od 2024 przewodnicząca Ruchu Zieloni-Lewica.

## Życiorys
Ukończyła studia z dziedziny językoznawstwa i filologii islandzkiej na Uniwersytecie Islandzkim, uzyskując magisterium w 1993. Pracowała jako nauczycielka, a także w centrum wsparcia osób niesłyszących i słabosłyszących. W międzyczasie była również wykładowczynią języka migowego na macierzystej uczelni.
Zaangażowała się w działalność polityczną w ramach Ruchu Zieloni-Lewica. W 2003 stanęła na czele partii w Reykjavíku, a w latach 2005–2006 była sekretarzem generalnym ugrupowania. Od 2006 do 2009 zasiadała w radzie miejskiej islandzkiej stolicy, od 2007 wchodząc w skład zarządu miasta.
W 2009 po raz pierwszy uzyskała mandat posłanki do Althingu. Z powodzeniem ubiegała się o poselską reelekcję w wyborach w 2013, 2016, 2017 i 2021.
Od maja 2009 do maja 2013 sprawowała urząd ministra środowiska w rządzie premier Jóhanny Sigurðardóttir. W listopadzie 2017 została ministrem zdrowia w gabinecie Katrín Jakobsdóttir. W listopadzie 2021 w drugim rządzie dotychczasowej premier przeszła na stanowisko ministra rolnictwa i rybołówstwa (od lutego 2022 jako minister żywności). W kwietniu 2024 została natomiast ministrem infrastruktury w gabinecie Bjarniego Benediktssona.
W październiku 2024 została wybrana na przewodniczącą swojego ugrupowania. W tym samym miesiącu odeszła z rządu.

## Życie prywatne
Jest mężatką, ma czwórkę dzieci.